# Codici ICAO P

## PA - Stati Uniti d'America
- PAAP (Codice IATA = PTD) Aeroporto civile, Port Alexander (Alaska)
- PAAQ Aeroporto Palmer Municipal Airport, Palmer (Alaska)
- PABA (Codice IATA = BTI) Aeroporto Barter Island LRRS, Barter Island (Alaska)
- PABE (Codice IATA = BET) Aeroporto MUNICIPAL, Bethel (Alaska)
- PABG (Codice IATA = BIG) Aeroporto civile, Big Delta Arctic Weather (Alaska)
- PABH Aeroporto civile, Bethel Met Radar Station (Alaska)
- PABI Aeroporto civile, Delta Junction Airport (Alaska)
- PABI Aeroporto Allen U. S. Army Airfield, Fort Greely (Alaska)
- PABK Aeroporto civile, Fairbanks Pedro Dome Met Station (Alaska)
- PABM (Codice IATA = BMX) Aeroporto Big Mountain Airport, Big Mountain (Alaska)
- PABN Aeroporto Devil Mountain, Nabesna (Alaska)
- PABR (Codice IATA = BRW) Aeroporto WBAS - Wiley Post-Will Rogers Memorial Airport, Barrow (Alaska)
- PABT (Codice IATA = BTT) Aeroporto Bettles Airport, Bettles (Alaska)
- PABV Aeroporto civile, Birchwood (Alaska)
- PACD (Codice IATA = CDB) Aeroporto civile, Cold Bay (Alaska)
- PACL Aeroporto civile, Clear Mews (Alaska)
- PACP Aeroporto civile, Cape Saint Elias (Alaska)
- PACR Aeroporto civile, Circle City (Alaska)
- PACS (Codice IATA = CSH) Aeroporto civile, Cape Sarichef (Alaska)
- PACV (Codice IATA = CDV) Aeroporto MILE 13 FIELD - Merle K. (Mudhole) Smith Airport, Cordova (Alaska)
- PACY Aeroporto civile, Yakataga (Alaska)
- PACZ (Codice IATA = CZF) Aeroporto Airways Facilities Sector LRRS, Cape Romanzoff (Alaska)
- PADE Aeroporto civile, Deering (Alaska)
- PADF (Codice IATA = DFB) Aeroporto civile, Driftwood Bay (Alaska)
- PADK (Codice IATA = ADK) Aeroporto Adak Naval Air Station, Adak Island (Alaska)
- PADL (Codice IATA = DLG) Aeroporto Dillingham Airport, Dillingham (Alaska)
- PADQ (Codice IATA = ADQ) Aeroporto Kodiak Airport, Kodiak (Alaska)
- PADT Aeroporto civile, Slana (Alaska)
- PADU (Codice IATA = DUT) Aeroporto civile, Dutch Harbor (Alaska)
- PAEC Aeroporto civile, Chulitna (Alaska)
- PAED (Codice IATA = EDF) Aeroporto Elmendorf Air Force Base, Anchorage
- PAEH (Codice IATA = EHM) Aeroporto Airways Facilities Sector LRRS, Cape Newenham (Alaska)
- PAEI Aeroporto Eielson Air Force Base, Fairbanks (Alaska)
- PAEL (Codice IATA = ELV) Aeroporto civile, Elfin Cove (Alaska)
- PAEM (Codice IATA = EMK) Aeroporto civile, Emmonak (Alaska)
- PAEN (Codice IATA = ENA) Aeroporto Kenai Municipal Airport, Kenai (Alaska)
- PAFA (Codice IATA = FAI) Aeroporto Fairbanks International Airport, Fairbanks (Alaska)
- PAFB Aeroporto U. S. Army Airfield, Wainwright (Alaska)
- PAFB Aeroporto civile, Fort Wainwright (Alaska)
- PAFE (Codice IATA = KAE) Aeroporto civile, Kake (Alaska)
- PAFM (Codice IATA = ABL) Aeroporto civile, Ambler (Alaska)
- PAFR Aeroporto Bryant U. S. Army Heliport, Fort Richardson/Anchorage (Alaska)
- PAFT Aeroporto civile, Fort Richardson (anchorage) Heliport (Alaska)
- PAFW (Codice IATA = FWL) Aeroporto Farewell Airport, Farewell Lake (Alaska)
- PAGA (Codice IATA = GAL) Aeroporto Galena Airport, Galena (Alaska)
- PAGB (Codice IATA = GBH) Aeroporto civile, Galbraith Lake (Alaska)
- PAGK (Codice IATA = GKN) Aeroporto Intl. Fld., Gulkana (centro abitato)
- PAGM Aeroporto Automatic Weather Observing/Reporting System, Gambell (Alaska)
- PAGN (Codice IATA = AGN) Aeroporto civile, Angoon (Alaska)
- PAGS (Codice IATA = GST) Aeroporto civile, Gustavus (Alaska)
- PAGT (Codice IATA = NME) Aeroporto civile, Nightmute (Alaska)
- PAGY Aeroporto Skagway Airport, Skagway (Alaska)
- PAHD Aeroporto Municipal, Homer (Alaska)
- PAHG Aeroporto civile, Anchorage Met Radar Station (Alaska), USA
- PAHN (Codice IATA = HNS) Aeroporto civile, Haines (Alaska)
- PAHO (Codice IATA = HOM) Aeroporto civile, Homer (Alaska)
- PAHP (Codice IATA = HPB) Aeroporto civile, Hooper Bay (Alaska)
- PAHS (Codice IATA = HSL) Aeroporto civile, Huslia (Alaska)
- PAHV Aeroporto civile, Healy River (Alaska)
- PAHY (Codice IATA = HYG) Aeroporto civile, Hydaburg (Alaska)
- PAHZ Aeroporto civile, Hayes River (Alaska)
- PAII (Codice IATA = EGX) Aeroporto civile, Egegik (Alaska)
- PAIK Aeroporto Bob Baker Me, Kinana (Alaska)
- PAIL (Codice IATA = ILI) Aeroporto Iliamna Airport, Iliamna (Alaska)
- PAIM Aeroporto Airways Facilities Sector, Indian Mountain (Alaska)
- PAIN Aeroporto civile, Mc Kinley Park (Alaska)
- PAIZ Aeroporto Wolverine, Lazy Mtn (Alaska)
- PAJB Aeroporto Supplementary Aviation Weather Reporting Station, Biorka Island (Alaska)
- PAJN (Codice IATA = JNU) Aeroporto Internazionale di Juneau, Juneau
- PAJO Aeroporto civile, Johnstone Point (Alaska)
- PAJV Aeroporto civile, Sutton (Alaska)
- PAKA Aeroporto civile, Sitka Met Radar Station (Alaska)
- PAKN (Codice IATA = AKN) Aeroporto King Salmon Airport, King Salmon (Alaska)
- PAKO (Codice IATA = IKO) Aeroporto civile, Nikolski (Alaska)
- PAKP (Codice IATA = AKP) Aeroporto civile, Anaktuvuk Pass (Alaska)
- PAKT (Codice IATA = KTN) Aeroporto Internazionale di Ketchikan, Ketchikan (Alaska)
- PAKU (Codice IATA = UUK) Aeroporto civile, Kuparuk (Alaska)
- PAKW (Codice IATA = KLW) Aeroporto civile, Klawock (Alaska)
- PALH Aeroporto civile, Lake Hood Seaplane (Alaska)
- PALJ (Codice IATA = PTA) Aeroporto civile, Port Alsworth (Alaska)
- PALK Aeroporto civile, Snowshoe Lake (Alaska)
- PALR (Codice IATA = WCR) Aeroporto civile, Chandalar Lake (Alaska)
- PALU (Codice IATA = LUR) Aeroporto Airways Facilities Sector LRRS, Cape Lisburne (Alaska)
- PALV Aeroporto civile, Big River Lake (Alaska)
- PAMC (Codice IATA = MCG) Aeroporto McGrath Airport, Mc Grath (Alaska)
- PAMD (Codice IATA = MDO) Aeroporto Middleton Island MET Radar Station, Middleton Island (Alaska)
- PAME Aeroporto civile, Nome Met Radar Station (Alaska)
- PAMH Aeroporto civile, Minchumina (Alaska)
- PAML (Codice IATA = MLY) Aeroporto civile, Manley Hot Springs (Alaska)
- PAMR Aeroporto civile, Anchorage Merrill Field (Alaska)
- PAMR Aeroporto civile, Merrill Field (Alaska)
- PAMX (Codice IATA = MXY) Aeroporto civile, Mc Carthy (Alaska)
- PAMY (Codice IATA = MYU) Aeroporto civile, Mekoryuk (Alaska)
- PANC (Codice IATA = ANC) Aeroporto Internazionale di Anchorage, Anchorage
- PANI (Codice IATA = ANI) Aeroporto civile, Aniak (Alaska)
- PANN (Codice IATA = ENN) Aeroporto Municipal, Nenana
- PANR (Codice IATA = FNR) Aeroporto civile, Funter Bay Seaplane (Alaska)
- PANT Aeroporto civile, Annette Island (Alaska)
- PANV Aeroporto civile, Annik (Alaska)
- PAOH (Codice IATA = HNH) Aeroporto civile, Hoonah (Alaska)
- PAOM (Codice IATA = OME) Aeroporto Nome Airport, Nome (Alaska)
- PAOR (Codice IATA = ORT) Aeroporto Northway Airport, Northway (Alaska)
- PAOT (Codice IATA = OTZ) Aeroporto Ralph Wien Memorial Airport, Kotzebue (Alaska)
- PAPB (Codice IATA = PBA) Aeroporto Point Barrow Airport, Point Barrow, USA
- PAPC (Codice IATA = KPC) Aeroporto civile, Port Clarence (Alaska)
- PAPG (Codice IATA = PSG) Aeroporto civile, Petersburg (Alaska)
- PAPH (Codice IATA = PTH) Aeroporto civile, Port Heiden (Alaska)
- PAPM (Codice IATA = PML) Aeroporto civile, Port Moller (Alaska)
- PAPM (Codice IATA = PTU) Aeroporto civile, Platinum (Alaska)
- PAPO (Codice IATA = PHO) Aeroporto civile, Point Hope (Alaska)
- PAPT Aeroporto civile, Puntilla (Alaska)
- PARC Aeroporto civile, Arctic Village (Alaska)
- PASA (Codice IATA = SVA) Aeroporto civile, Savoonga
- PASC Aeroporto civile, Deadhorse (Alaska)
- PASD (Codice IATA = SDP) Aeroporto civile, Sand Point (Alaska)
- PASG (Codice IATA = SGY) Aeroporto civile, Skagway (Alaska)
- PASH Aeroporto Automatic Weather Observing/Reporting System, Shishmaref (Alaska)
- PASI (Codice IATA = SIT) Aeroporto Sitka Airport, Sitka
- PASK Aeroporto civile, Selanik (Alaska)
- PASL (Codice IATA = SLQ) Aeroporto civile, Sleetmute (Alaska)
- PASM Aeroporto Automatic Weather Observing/Reporting System, Saint Mary's (Alaska)
- PASN Aeroporto St. Paul Island Airport, Saint Paul (Alaska)
- PASV (Codice IATA = SVW) Aeroporto Sparrevohn LRRS Airways Facilities Sector, Sparrevohn (Alaska)
- PASW (Codice IATA = SKW) Aeroporto civile, Skwentna (Alaska)
- PASX (Codice IATA = SXQ) Aeroporto civile, Soldotna (Alaska)
- PASY (Codice IATA = SYA) Aeroporto Shemya Island Air Force Base - Eareckson As, Shemya (Alaska)
- PATA Aeroporto civile, Tanana (Alaska)
- PATC (Codice IATA = TNC) Aeroporto civile, Tin City (Alaska)
- PATG (Codice IATA = GFB) Aeroporto civile, Togiak Fish (Alaska)
- PATJ (Codice IATA = TKJ) Aeroporto civile, Tok (Alaska)
- PATK (Codice IATA = TKA) Aeroporto civile, Talkeetna (Alaska)
- PATL (Codice IATA = TLJ) Aeroporto civile, Tatalina (Alaska)
- PATW Aeroporto civile, Cantwell (Alaska)
- PAUM (Codice IATA = UMT) Aeroporto civile, Umiat (Alaska)
- PAUN (Codice IATA = UNK) Aeroporto Unalakleet Airport, Unalakleet (Alaska)
- PAUO (Codice IATA = WOW) Aeroporto civile, Willow (Alaska)
- PAVD (Codice IATA = VDZ) Aeroporto Valdez Airport, Valdez (Alaska)
- PAWD (Codice IATA = SWD) Aeroporto civile, Seward (Alaska)
- PAWG (Codice IATA = WRG) Aeroporto civile, Wrangell (Alaska)
- PAWI Aeroporto Distant Early Warning, Wainwright (Alaska)
- PAWK Aeroporto civile, Wake Island Airfield, USA
- PAWN (Codice IATA = WTK) Aeroporto di Noatak Noatak (Alaska)
- PAWR Aeroporto civile, Whittier (Alaska)
- PAWT Aeroporto civile, Wainwright Airport (Alaska)
- PAWW Aeroporto civile, Wildwood, USA
- PAXK Aeroporto civile, Paxson (Alaska)
- PAYA Aeroporto Yakutat Airport, Yakutat (Alaska)
- PAYU (Codice IATA = FYU) Aeroporto Fort Yukon Airport, Fort Yukon (Alaska)
- PAZK Aeroporto civile, Eureka (Alaska)

## PB - Isola Baker
- PBAR Aeroporto civile, Baker Island (Alaska)
- PBTI Aeroporto Distant Early Warning - Barter Island Air Base, Barter Island (Alaska)

## PC - Isola Phoenix
- PCIS (Codice IATA = CIS) Aeroporto civile, Canton Insland

## PG - Isole Marianne Settentrionali, Guam
- PGAC (Codice IATA = GUM) Aeroporto AGANA FIELD NAS - AB WONPAT INTERNATIONAL, Guam
- PGAC Aeroporto civile, Taharoa (UM)
- PGFW Aeroporto civile, Guam Weather Central (UM)
- PGNT Aeroporto civile, Sabanettan (UM)
- PGNT Aeroporto Tinian, Sabanettan (UM)
- PGNW Aeroporto civile, Ritidian Point (UM)
- PGRO (Codice IATA = ROP) Aeroporto Rota Island International Airport, Rota (UM)
- PGSN (Codice IATA = SPN) Aeroporto Saipan International Airport, Saipan (UM)
- PGTW Aeroporto civile, Guam Typhoon Warning Center (UM)
- PGUA (Codice IATA = UAM) Andersen Air Force Base, Agafo Gumas, Yigo
- PGUM Aeroporto Naval Air Station, Agana Brewe Field. Guam (UM)
- PGWT (Codice IATA = TIQ) Aeroporto civile, Tinian/West Tinian Airport (UM)
- PGWT Aeroporto civile, Peipeinimaru (UM)

## PH - Stati Uniti d'America (Hawaii)
- PHBK (Codice IATA = BKH) Aeroporto Pacific Missile Test Facility Barking Sands, Kekaha
- PHBK Aeroporto civile, Barking Sands-kekaha
- PHDH Aeroporto civile, Dillingham
- PHEB Aeroporto civile, Ewa Beach Pacific Warning Center
- PHFF Aeroporto civile, Solar Flare Forecast Faculty
- PHHF Aeroporto di French Frigate Shoals, French Frigate Shoals
- PHHI Aeroporto Wheeler Air Force Base, Wheeler/Oahu
- PHHN (Codice IATA = HNM) Aeroporto di Hana, Hana
- PHIK Hickam Air Force Base, Hickam/Oahu
- PHJG Aeroporto civile, Pearl Harbor Area Control & Surceillance
- PHJH (Codice IATA = JHM) Aeroporto di Kapalua (Aeroporto di Kapalua West Mau'i), Kapalua
- PHJH Aeroporto civile, Lahaina/West Maui
- PHJR Aeroporto di Kalaeloa (già Campo d'aviazione John Rodgers), Kapolei, isola di Oahu
- PHKI Aeroporto civile, South Kauai Met Radar Station
- PHKM Aeroporto civile, Kamuela Met Radar Station
- PHKO Aeroporto Keahole-Kona International Airport, Kailua/Kona
- PHKP Aeroporto civile, Kaanapali
- PHKU Aeroporto civile, Kunia Forecast Center
- PHLI Aeroporto di Lihue, Lihue
- PHLU (Codice IATA = LUP) Aeroporto di Kalaupapa, Kalaupapa, isola di Molokai
- PHMK Aeroporto Automatic Meteorological Observing System, isola di Molokai
- PHMK Aeroporto di Molokai, Ho'olehua, isola di Molokai
- PHMO Aeroporto civile, Molokai Mauna Loa Met Radar
- PHMU Aeroporto civile, Waimea-kohala
- PHMU (Codice IATA = MUE) Aeroporto di Waimea-Kohala, Waimea
- PHNA Aeroporto Naval Air Station (John Rodgers Field), Ewa Barbers Point
- PHNA Aeroporto Naval Air Station, Oahu, Barbers Point
- PHNC Aeroporto civile, Pearl Harbor Navy Com Center
- PHNF Aeroporto civile, Honolulu
- PHNG Marine Corps Air Station Kaneohe Bay, Kaneohe
- PHNL (Codice IATA = HNL) Aeroporto Internazionale di Honolulu, Honolulu
- PHNY (Codice IATA = LNY) Aeroporto di Lanai, Lanai City
- PHOG (Codice IATA = OGG) Aeroporto di Kahului, Kahului
- PHSF Aeroporto Bradshaw Field-Camp Pohakuloa AAF, Bradshaw
- PHTO (Codice IATA = ITO) Aeroporto Internazionale di Hilo, Hilo
- PHUP Aeroporto di Upolu, Hawi, isola di Hawaii
- PHWA Aeroporto civile, South Hawaii Met Radar Station
- PHWH Aeroporto civile, South Kona
- PHWR (Codice IATA = HIK) Aeroporto Hickam Weather Relay Air Base, Honolulu Hickam AFB
- PHZH Aeroporto civile, Honolulu Artcc

## PJ - Atollo Johnston
- PJON (Codice IATA = JON) Aeroporto civile, Johnston Island

## PK - Isole Marshall
- PKMA (Codice IATA = ENT) Aeroporto civile, Eniwetak Island
- PKMJ (Codice IATA = MAJ) Aeroporto Majuro Marshall Islands International Airport, Majuro
- PKRO Aeroporto civile, Kwajalein Dyess Air Force Base
- PKWA (Codice IATA = KWA) Aeroporto Bucholz Army Air Field/Kwajalein KMR, Kwajalein

## PL - Kiribati
- PLCH (Codice IATA = CXI) Aeroporto Internazionale Cassidy, Isola Christmas
- PLFA Aeroporto civile, Fanning Island
- PLFA Aeroporto civile, Tabuk
- PLPA Aeroporto civile, Palmyra Cooper
- PLUR Aeroporto civile, Isola Jarvis

## PM - Isola Midway
- PMDY (Codice IATA = MDY) Aeroporto Naval Air Facility Midway Islands Henderson Field, Midway Island (HI)

## PT - Stati Federati della Micronesia, Palau
- PTKK (Codice IATA = TKK) Aeroporto Internazionale di Chuuk
- PTKK Aeroporto civile, Weno Island Chuuk International Airport
- PTPN Aeroporto civile, Ponape Island
- PTPN (Codice IATA = PNI) Aeroporto Pohnpei Island Pohnpei International Airport, Pohnpei
- PTRO (Codice IATA = ROR) Aeroporto Internazionale di Palau
- PTSA Aeroporto Kosrae Island Airport, Kusaie
- PTTK (Codice IATA = KSA) Aeroporto Internazionale di Kosrae
- PTYA (Codice IATA = YAP) Aeroporto Yap International, Yap

## PW - Isola Wake
- PWAK (Codice IATA = AWK) Aeroporto Wake Island Air Base, Wake Island (UM)